# Новый Свет (Орловская область)
Новый Свет —  посёлок в составе Болховского района Орловской области, входит в Боровское сельское поселение. Население 1 человек (2010).

## География
Посёлок расположен в центральной части Среднерусской возвышенности в лесостепной зоне, на севере Орловской области.
Географическое положение
в 9 км. — административный центр поселения деревня Козюлькина, в 9 км — административный центр района
Климат
близок к умеренно-холодному, количество осадков является значительным, с осадками даже в засушливый месяц. Среднегодовая норма осадков — 627 мм. Среднегодовая температура воздуха в Болховском районе — 5,1 °C.

## Население
Проживают (на 2017—2018 гг.) 3 жителя, все — в одном доме, двое — старше 60 лет, один — от 30 до 50 лет.
| 2010 |
| ---- |
| 1    |

национальный состав
Согласно результатам переписи 2002 года, в национальной структуре населения
русские составляли 100 % из общей численности населения в 3 жителя